# Lista de distritos do Paraguai por população
Essa é lista de distritos do Paraguai por população, de acordo com Proyeccion Dristiral.

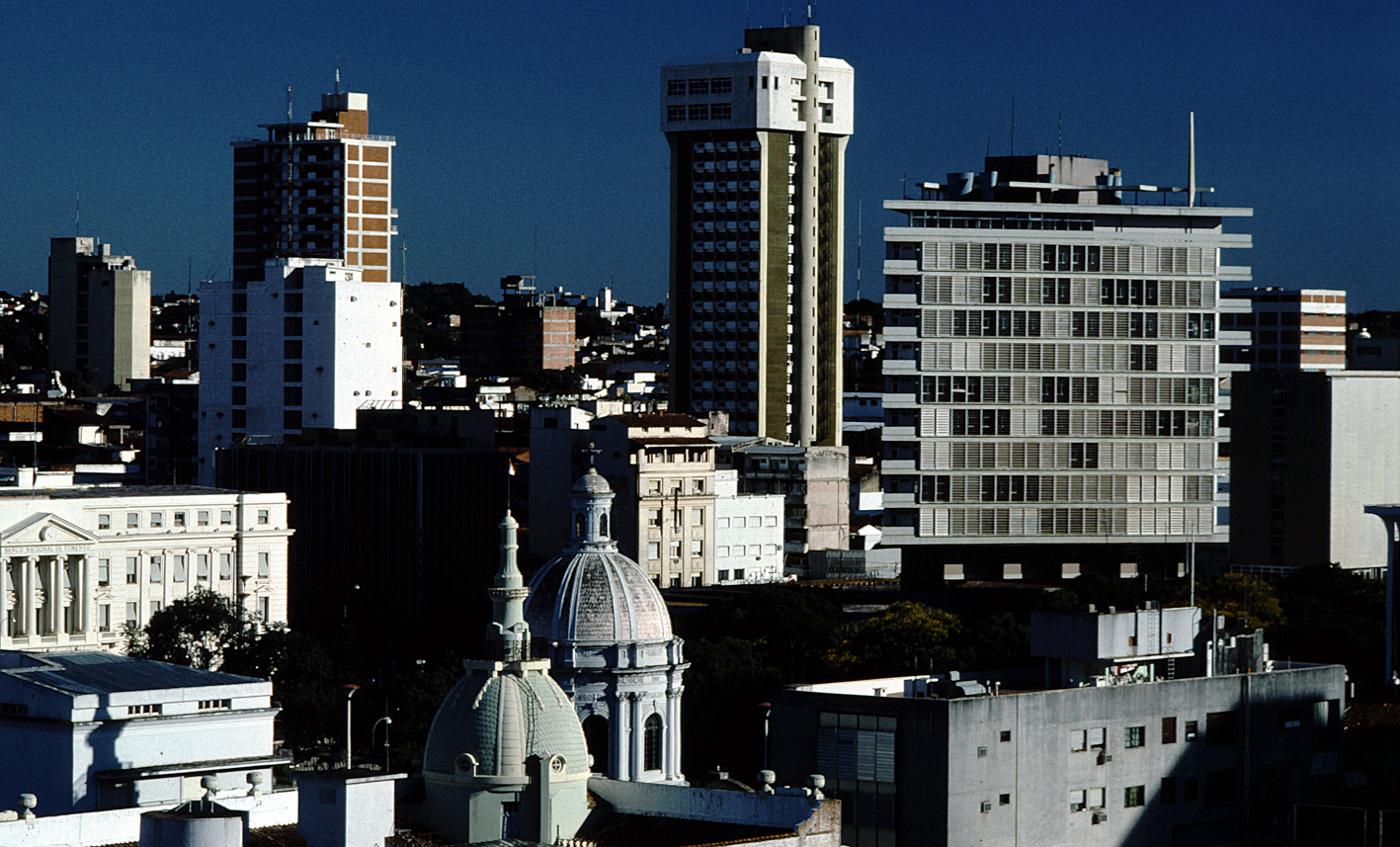
Assunção

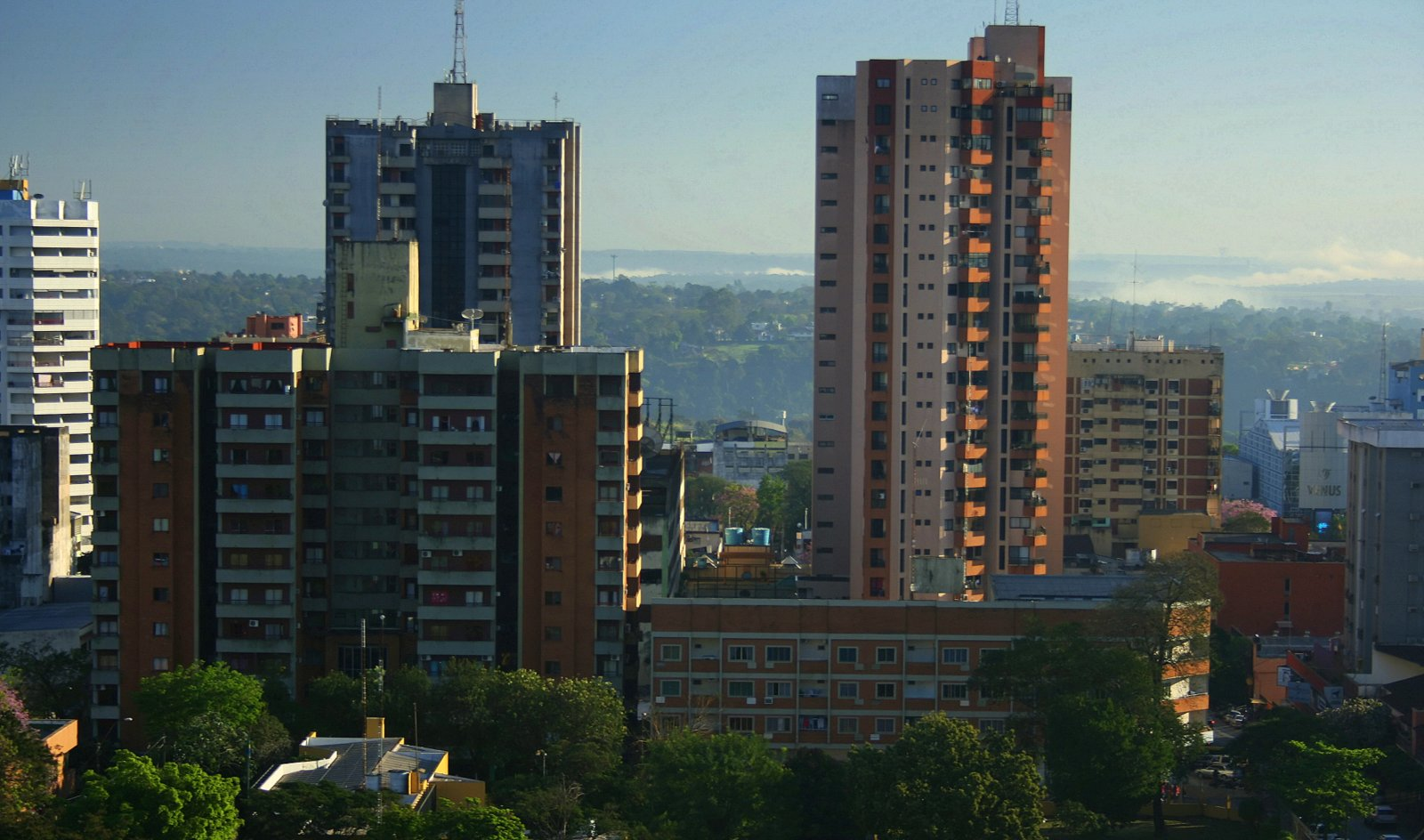
Ciudad del Este

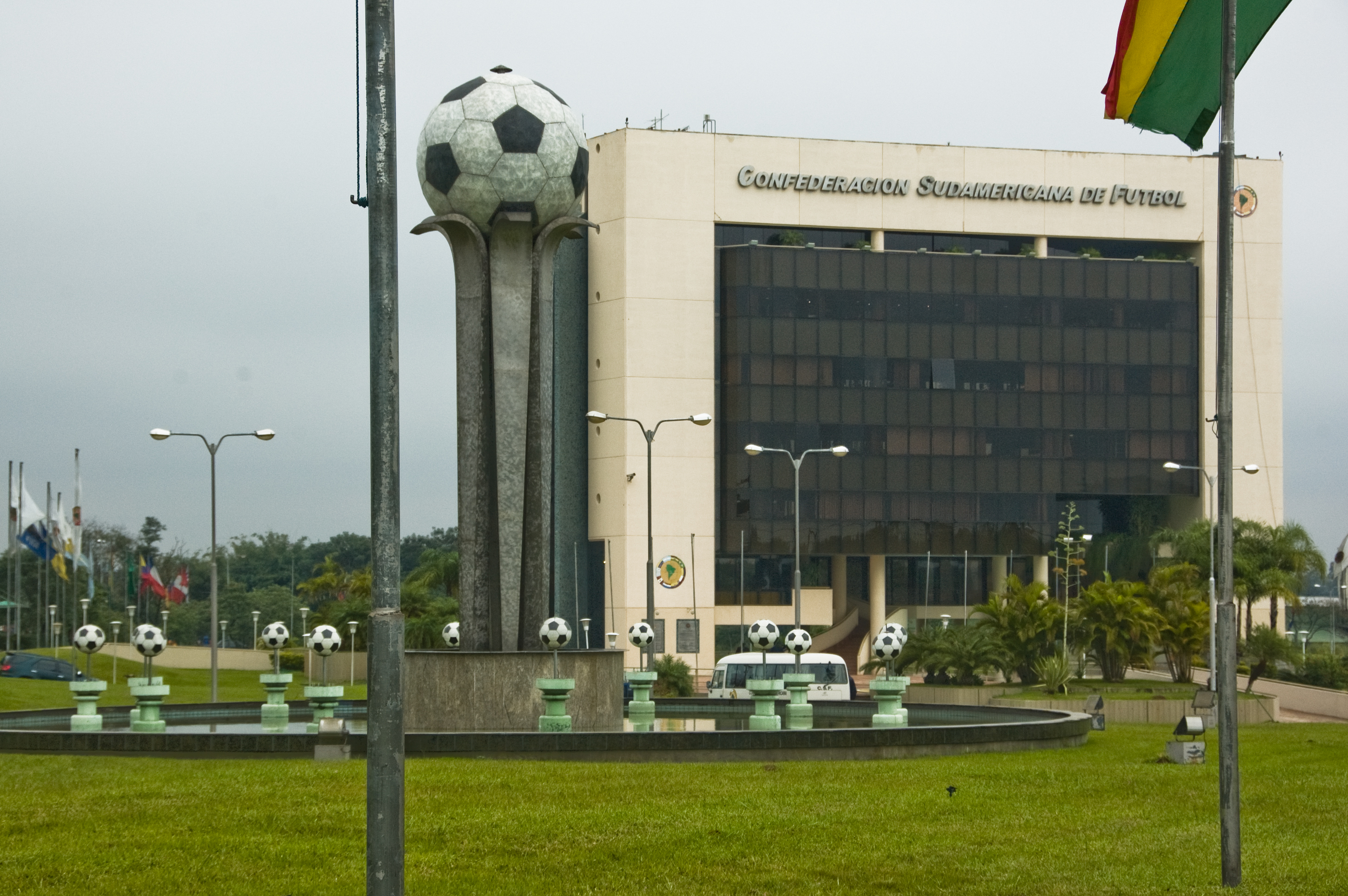
Luque

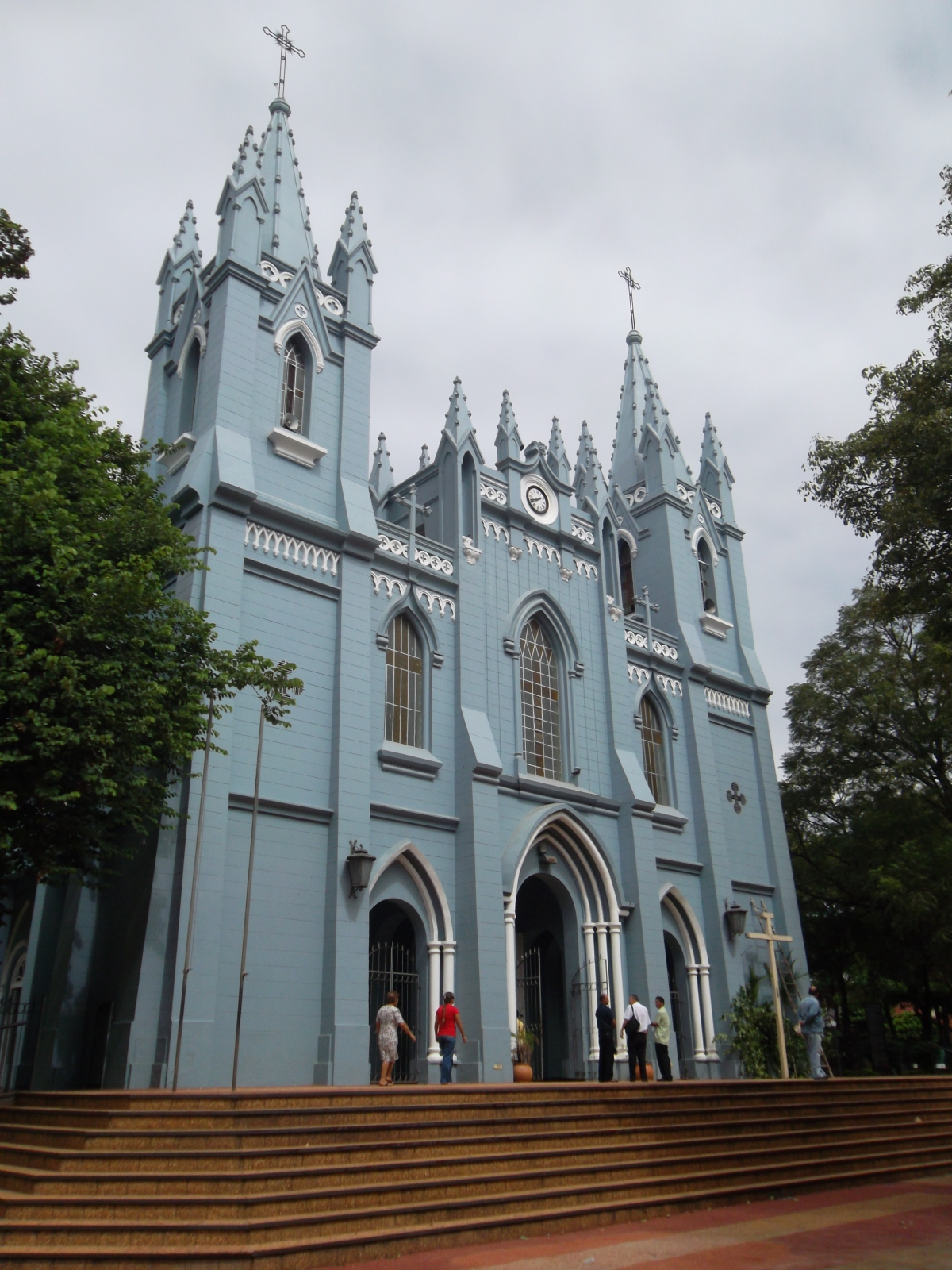
San Lorenzo

## Municípios
| Posição | Distrito                                | População | Departamento     |
| ------- | --------------------------------------- | --------- | ---------------- |
| 1       | Assunção                                | 522.287   | Distrito Capital |
| 2       | Ciudad del Este                         | 301.815   | Alto Paraná      |
| 3       | Luque                                   | 277.301   | Central          |
| 4       | San Lorenzo                             | 257.530   | Central          |
| 5       | Capiatá                                 | 236.828   | Central          |
| 6       | Lambaré                                 | 179.800   | Central          |
| 7       | Fernando de la Mora                     | 176.943   | Central          |
| 8       | Limpio                                  | 145.740   | Central          |
| 9       | Ñemby                                   | 139.691   | Central          |
| 10      | Encarnación                             | 134.059   | Itapúa           |
| 11      | Caaguazú                                | 126.091   | Caaguazú         |
| 12      | Coronel Oviedo                          | 121.626   | Caaguazú         |
| 13      | Pedro Juan Caballero                    | 120.576   | Amambay          |
| 14      | Itauguá                                 | 109.203   | Central          |
| 15      | Mariano Roque Alonso                    | 103.759   | Central          |
| 16      | Presidente Franco                       | 101.720   | Alto Paraná      |
| 17      | Minga Guazú                             | 89.129    | Alto Paraná      |
| 18      | Concepción                              | 85.876    | Concepción       |
| 19      | Itá                                     | 80.441    | Central          |
| 20      | Villa Elisa                             | 79.932    | Central          |
| 21      | Hernandarias                            | 79.690    | Alto Paraná      |
| 22      | Areguá                                  | 75.858    | Central          |
| 23      | Villarrica                              | 73.388    | Guairá           |
| 24      | San Antonio                             | 68.127    | Central          |
| 25      | Horqueta                                | 62.008    | Concepción       |
| 26      | Cambyretá                               | 58.412    | Itapúa           |
| 27      | Caacupé                                 | 56.864    | Cordillera       |
| 28      | Curuguaty                               | 56.634    | Canindeyú        |
| 29      | San Estanislao                          | 55.936    | San Pedro        |
| 30      | Julián Augusto Saldívar                 | 54.290    | Central          |
| 31      | Ypané                                   | 53.506    | Central          |
| 32      | San Ignacio Guazú                       | 50.123    | Misiones         |
| 33      | Villa Hayes                             | 49.328    | Presidente Hayes |
| 34      | Capiibary                               | 46.732    | San Pedro        |
| 35      | Santa Rosa del Aguaray                  | 41.249    | San Pedro        |
| 36      | Villeta                                 | 40.161    | Central          |
| 37      | San Juan Nepomuceno                     | 39.232    | Caazapá          |
| 38      | Itakyry                                 | 38.577    | Alto Paraná      |
| 39      | Doctor Juan Eulogio Estigarribia        | 38.481    | Caaguazú         |
| 40      | Carapeguá                               | 36.360    | Paraguarí        |
| 41      | Guarambaré                              | 36.066    | Central          |
| 42      | Salto del Guairá                        | 35.493    | Canindeyú        |
| 43      | San Pedro de Ycuamandiyú                | 35.195    | San Pedro        |
| 44      | Yhú                                     | 35.023    | Caaguazú         |
| 45      | San Pedro del Paraná                    | 33.729    | Itapúa           |
| 46      | Repatriación                            | 33.303    | Caaguazú         |
| 47      | Pilar                                   | 32.810    | Ñeembucú         |
| 48      | Santa Rita                              | 32.610    | Alto Paraná      |
| 49      | Abaí                                    | 32.538    | Caazapá          |
| 50      | Tobatí                                  | 32.526    | Cordillera       |
| 51      | Yby Yaú                                 | 32.067    | Concepción       |
| 52      | Yaguarón                                | 31.707    | Paraguarí        |
| 53      | Guayaibí                                | 30.884    | San Pedro        |
| 54      | Tomás Romero Pereira                    | 29.978    | Itapúa           |
| 55      | Choré                                   | 29.798    | San Pedro        |
| 56      | Mariscal José Félix Estigarribia        | 28.870    | Boquerón         |
| 57      | Piribebuy                               | 28.773    | Cordillera       |
| 58      | Yasy Cañy                               | 27.568    | Canindeyú        |
| 59      | Ypacaraí                                | 27.379    | Central          |
| 60      | Independencia                           | 27.201    | Guairá           |
| 61      | Paso Yobái                              | 26.798    | Guairá           |
| 62      | Teniente Primero Manuel Irala Fernández | 26.457    | Presidente Hayes |
| 63      | Caazapá                                 | 26.377    | Caazapá          |
| 64      | Juan Emilio O'Leary                     | 25.880    | Alto Paraná      |
| 65      | General Isidoro Resquín                 | 25.253    | San Pedro        |
| 66      | Arroyos y Esteros                       | 24.969    | Cordillera       |
| 67      | Ybycuí                                  | 24.964    | Paraguarí        |
| 68      | Doctor Juan Manuel Frutos               | 24.621    | Caaguazú         |
| 69      | Liberación                              | 24.589    | San Pedro        |
| 70      | Edelira                                 | 24.345    | Itapúa           |
| 71      | General Elizardo Aquino                 | 24.224    | San Pedro        |
| 72      | Paraguarí                               | 24.092    | Paraguarí        |
| 73      | Eusebio Ayala                           | 23.934    | Cordillera       |
| 74      | San Juan Bautista                       | 32.062    | Misiones         |
| 75      | San Rafael del Paraná                   | 22.936    | Itapúa           |
| 76      | Yuty                                    | 22.590    | Caazapá          |
| 77      | Doctor Juan León Mallorquín             | 22.244    | Alto Paraná      |
| 78      | Quiindy                                 | 21.480    | Paraguarí        |
| 79      | Natalio                                 | 21.248    | Itapúa           |
| 80      | Coronel José Félix Bogado               | 21.060    | Itapúa           |
| 81      | Benjamín Aceval                         | 20.377    | Presidente Hayes |
| 82      | Carlos Antonio López                    | 19.832    | Itapúa           |
| 83      | San José de los Arroyos                 | 19.779    | Caaguazú         |
| 84      | Emboscada                               | 19.042    | Cordillera       |
| 85      | Capitán Bado                            | 18.929    | Amambay          |
| 86      | Tres de Mayo                            | 18.770    | Caazapá          |
| 87      | Loreto                                  | 18.701    | Concepción       |
| 88      | Filadelfia                              | 18.641    | Boquerón         |
| 89      | Ayolas                                  | 18.594    | Misiones         |
| 90      | Santa Rosa de Lima                      | 18.450    | Misiones         |
| 91      | Tavaí                                   | 18.359    | Caazapá          |
| 92      | San Joaquín                             | 17.983    | Caaguazú         |
| 93      | Alto Verá                               | 17.867    | Itapúa           |
| 94      | Pirayú                                  | 17.853    | Paraguarí        |
| 95      | Villa Ygatimí                           | 17.217    | Canindeyú        |
| 96      | Raúl Arsenio Oviedo                     | 17.205    | Caaguazú         |
| 97      | Obligado                                | 16.936    | Itapúa           |
| 98      | Itapúa Poty                             | 16.924    | Itapúa           |
| 99      | Atyrá                                   | 16.908    | Cordillera       |
| 100     | Bella Vista Norte                       | 16.859    | Amambay          |